# Archernis
Archernis is een geslacht van vlinders uit de familie van de grasmotten (Crambidae). De wetenschappelijke naam van dit geslacht is voor het eerst voorgesteld door Edward Meyrick in een publicatie uit 1886.

## Soorten
- A. albicostalis Hampson, 1913
- A. callixantha Meyrick, 1886
- A. dolopsalis (Walker, 1859)
- A. flavidalis Hampson, 1908
- A. fulvalis Hampson, 1899
- A. humilis (Swinhoe, 1894)
- A. lugens (Warren, 1896)
- A. nictitans (Swinhoe, 1894)
- A. obliquialis Hampson, 1896
- A. polynesiae Singh & Mally, 2022
- A. scopulalis (Walker, 1866)